# Libera (mitología)
Libera o Líbera es una diosa de la fertilidad en la religión de la antigua Roma. Sus orígenes se desconocen, aunque se cree que pudo haber sido una diosa de la fertilidad de los arcaicos o prerromanos de Magna Grecia. Su nombre en latín es el femenino de Liber, (libre, o en un contexto de culto, la libre). No se sabe bien cuándo pasó a convertirse en la compañera femenina de Liber, también conocido como Liber Pater (el padre libre), un dios de la fertilidad y guardián de las libertades de la plebe.
De esta manera, Libera entra en la historia romana formando parte de una tríada de culto: acompañando a Ceres y Liber en un templo construido sobre el monte Aventino en el año 493 a. C. Al menos Cicerón dice que Ceres fue la madre de Líber y Líbera y estos tres conforman la Tríada aventina.  Libera, hermana o consorte de Liber, era identificada, ora con Proserpina, ora con Ariadna.   Liber y Libera son dioses de la fertilidad encargados de hacer germinar las semillas.  Como Ubera, proporciona la semilla a la de las mujeres, al igual que Liber lo hace con la semilla (semen) de los hombres.